# Tombe d'Isis
La tombe d'Isis (en italien : Tomba di Iside) est l'une des tombes étrusques, datant de la deuxième moitié du VIe siècle av. J.-C., situées dans la nécropole de la Polledrara près de la ville de Vulci dans la  province de Viterbe, dans le nord du Latium. 

## Historique
La tombe d'Isis date de la période orientalisante et a été découverte en 1839 par  Alexandrine de Bleschamp (1778-1855) et son époux Lucien Bonaparte (1775-1840), prince de Canino depuis 1814,.
Par l'intérêt des pièces archéologiques qu'elle contenait, George Dennis la place, en ordre d'importance, après la tombe Regolini-Galassi de Cerveteri.

## Description
La tombe se trouve dans la zone la plus méridionale de Vulci, dans la nécropole de la Polledrara, comprise dans le Parco Archeologico Ambientale di Vulci. La tombe a camera était constituée d'un vestibule menant à trois chambres internes.
Une fois les pièces archéologiques collectées, la tombe a été aussitôt recouverte et n'est plus identifiable.

## Pièces archéologiques
Lors de sa découverte, elle contenait des pièces d'art indigène antérieures à toute influence hellénistique ainsi que des pièces d'origine égyptienne qui témoignent de rapports anciens et importants entre l'Étrurie et l'Égypte.
Parmi les pièces, il faut noter six œufs d'autruche, une peinture de chameaux ailés, quatre avec des figures en bas-relief et une autre avec un guerrier sur un bige. La signification des œufs, symbole de fécondité dans les civilisations antiques, est ici associé à la résurrection. 
D'origine égyptienne sont également cinq vases en faïence de couleur vert-pâle vernis (Londres, British Museum), dont les parois sont aplaties comme celles des gourdes et avec des hiéroglyphes autour du bord qui ont été déchiffrés comme des invocations aux dieux afin qu'il garantissent une bonne année au propriétaire du vase.
En 1850, le British Museum a fait l'acquisition auprès du collectionneur allemand Emil Braun (1809-1856) de 70 objets vulciens provenant de la sépulture d'Isis. Y sont aussi conservées deux statuettes avec les effigies des deux dames d'origine noble déposées dans la tombe.
La première est une petite statue de marbre à figure entière mesurant environ 80 cm habillée d'un long chiton la couvrant jusqu'aux pieds et par-dessus une robe de chambre ouverte sur le devant et fermée par une boucle à la ceinture. Deux longues tresses lui tombent sur la poitrine et le dos et les longs cheveux divisés en d'innombrables petites tresses complètent la beauté de cette gracieuse femme étrusque. 
La seconde femme est représentée par un buste composé de neuf tôles de bronze rivetées entre elles. Nue, parée d'un collier et tenant un oiseau recouvert de feuilles d'or à la main droite, le volatile est couronné de deux baguettes en forme de diapason ayant sans douté été surmonté aux extrémités d'un disque solaire ou d'un croissant lunaire. Le visage est massif avec des pommettes saillantes et une large mâchoire avec un fort menton. Le sommet du crâne est brisé, laissant apparaître une coiffure crantée sur le front, avec dans le dos de longues tresses travaillées au repoussé et à l'incision venant par devant les épaules, reposant sur la poitrine, le bras gauche de la femme étant replié, la main posée à  plat sur la poitrine. Ce buste faisait probablement partie d'une statue car le bas du buste présente un départ de jupe décorée d'une frise d'animaux, réels et fantastiques. Lors de sa découverte, ce buste a été identifié à la déesse Isis. Il est plus vraisemblable que cette sculpture représente la défunte sublimée afin de parvenir symboliquement à la vie éternelle.
Dans la tombe furent aussi retrouvés deux chars en bronze à quatre roues. Ceux-ci étaient probablement utilisés pour la fumigation, transportés ici et là dans la tombe afin de masquer les mauvaises odeurs lors du banquet funéraire.